# Antonio Rojas
Antonio Agustín Rojas Giménez (27 marzo 1984) è un ex calciatore paraguaiano, di ruolo centrocampista.

## Carriera
Cresciuto in Paraguay nel Cerro Porteño, si è trasferito in Danimarca laddove viveva suo cugino Tim.
Qui ha militato nell'Helsingør IF in quarta serie e per un breve periodo anche nell'Hellerup IK in terza serie.
Per la stagione 2006 si è spostato in Svezia poiché ingaggiato dal Lunds BK, formazione di Division 2, il quarto campionato nazionale. Nell'estate 2010 ha dovuto fronteggiare un grave infortunio al ginocchio che lo ha costretto a un'operazione e a un lungo stop.
Proprio la Svezia sarà il paese in cui continuerà la carriera. Nel 2007 ha contribuito alla promozione dell'Ängelholm in Superettan. Nei cinque anni trascorsi ad Ängelholm ha riportato due seri infortuni al legamento crociato, rispettivamente nelle estati del 2009 e del 2010. Ristabilitosi, ha fatto parte della squadra che, giunta terza in classifica, ha sfumato la prima promozione in Allsvenskan nella storia del club, sfumata solo agli spareggi (non disputati da Rojas per via di un infortunio).
Scaduto il contratto che lo legava all'Ängelholm, a partire dalla stagione 2012 è diventato un giocatore dell'Halmstad a parametro zero. A fine campionato la squadra ha conquistato la promozione in Allsvenskan, Rojas ha avuto così la possibilità di debuttare nel massimo torneo svedese. Rimane all'Halmstad anche nelle successive tre stagioni in Allsvenskan e in quella 2016 in cui il club è tornato a disputare la Superettan.
Nel 2017 il trentaduenne Rojas è sceso in terza serie per giocare con il Kristianstad FC, ricoprendo anche il ruolo di assistente allenatore oltre a quello di giocatore. Ha tuttavia saltato gran parte della stagione a causa di un infortunio all'anca. Nel 2018 è ulteriormente sceso di livello, passando in quinta serie all'IK Wormo.